# Оренбург (аеропорт)
Аеропорт Оренбург-Центральний імені Юрія Олексійовича Гагаріна (IATA: REN, ICAO: UWOO) — міжнародний аеропорт федерального значення міста Оренбург, Росія. Розташований за 19 км на схід від міста. Є портом приписки авіакомпаній «Orenair» і «Orenburzhye».
Аеропорт є хабом для авіаліній:
- Orenburzhye

## Приймаємі типи повітряних суден
Ил-76, Ту-154, Ту-204, Airbus A-320, Boeing 737, Boeing 757, Boeing 767, Embraer ERJ-145, Embraer E-190, Sukhoi Superjet 100 і все більш легкі, а також вертольоти всіх типів.

## Авіалінії та напрямки, листопад 2020
| Авіакомпанія       | Пункт призначення                 |
| ------------------ | --------------------------------- |
| Aeroflot           | Москва-Шереметьєво Сезонний: Сочі |
| IrAero             | Баку                              |
| Nordwind Airlines  | Москва–Шереметьєво                |
| Orenburzhye        | Казань, Єкатеринбург              |
| Pegas Fly          | Москва-Шереметьєво, Ст Петербург  |
| Red Wings Airlines | Єкатеринбург                      |
| Rossiya Airlines   | Москва-Шереметьєво                |
| Smartavia          | Москва-Домодєдово                 |
| Yamal Airlines     | Сезонний: Сімферополь             |